# Elecciones generales de Italia de 1921
Las elecciones generales se celebraron en el Reino de Italia el 15 de mayo de 1921. Fue la primera elección en la que las regiones recientemente adquiridas de Trentino-Alto Adigio, Venecia Julia, Zadar y Lastovo eligieron diputados, muchos de los cuales eran de etnia germánica y eslava del sur. Los diputados se incrementaron de 508 a 535, elegidos en 40 distritos electorales.

## Sistema electoral
Todos los ciudadanos varones mayores de edad, o aquellos que tenían 21 años, tenían derecho a votar.

### Modalidad de voto
El presidente de la banca le dio al elector un sobre oficial en el que le indicaba que debería incluir una lista oficial no listada. La tarjeta consistía en un cuadrado de papel blanco de 12 centímetros a cada lado que mostraba el símbolo de la lista y un espacio para las preferencias (del uno al cuatro en relación con el número de diputados elegidos en el colegio); las tarjetas podrían ser entregadas por los representantes de la lista, pero sin ninguna "exhortación o presión" hacia el votante.
El votante, insertó la tarjeta de su elección, selló el sobre y lo devolvió al presidente.

## Contexto histórico
De 1919 a 1920, Italia se vio conmocionada por un período de intenso conflicto social después de la Primera Guerra Mundial; este período recibió el nombre de Biennio rosso (Bienio Rojo). El período revolucionario fue seguido por la reacción violenta de la milicia fascista de camisas negras y finalmente por la Marcha sobre Roma de Benito Mussolini en 1922.
El Biennio rosso se desarrolló en un contexto de crisis económica al final de la guerra, con alto desempleo e inestabilidad política. Se caracterizó por huelgas masivas, manifestaciones obreras y experimentos de autogestión a través de ocupaciones de tierras y fábricas. En Turín y Milán, se formaron consejos de obreros y se llevaron a cabo muchas ocupaciones de fábricas bajo la dirección de anarcosindicalistas. Las agitaciones también se extendieron a las zonas agrícolas de la llanura Padana y fueron acompañadas de huelgas campesinas, disturbios rurales y conflictos guerrilleros entre milicias de izquierda y derecha.
En las elecciones generales de 1921, la coalición de gobierno liberal, fortalecida por la unión de candidatos fascistas en los Bloques Nacionales (33 de los cuales fueron diputados electos), no alcanzaron la mayoría. El Partido Socialista Italiano, debilitado por la escisión del Partido Comunista de Italia, perdió muchos votos y escaños, mientras que el Partido Popular Italiano se mantuvo estable en torno al 20%. Los socialistas eran más fuertes en Lombardía (41,9%), que en sus bastiones históricos de Piamonte (28,6%), Emilia-Romaña (33,4%) y Toscana (31,0%), debido a la presencia de los comunistas (11,9, 5,2 y 10,5 %), mientras que los Populares se confirmaron como el partido más grande del Véneto (36,5%) y los partidos liberales en la mayoría de las regiones del sur.

## Partidos y líderes
| Partido | Partido                              | Ideología                                         | Líder                    |
| ------- | ------------------------------------ | ------------------------------------------------- | ------------------------ |
|         | Partido Socialista Italiano (PSI)    | Socialismo, Socialismo revolucionario             | Giovanni Bacci           |
|         | Partido Popular Italiano (PPI)       | Democracia cristiana, Popularismo                 | Luigi Sturzo             |
|         | Bloques Nacionales (BN)              | Nacionalismo italiano, Antisocialismo             | Giovanni Giolitti        |
|         | Partido Liberal Democrático (PLD)    | Liberalismo, Radicalismo                          | Francesco Saverio Nitti  |
|         | Partido Liberal Italiano (PLI)       | Liberalismo, Centrismo                            | Luigi Facta              |
|         | Partido Democrático Social (PDSI)    | Socioliberalismo, Radicalismo                     | Giovanni Antonio Colonna |
|         | Partido Comunista de Italia (PCdI)   | Comunismo                                         | Amadeo Bordiga           |
|         | Partido Republicano Italiano (PRI)   | Republicanismo, Radicalismo                       | Eugenio Chiesa           |
|         | Partido Democrático Reformista (PDR) | Reformismo, Socialdemocracia                      | Varios                   |
|         | Partido de los Combatientes (PdC)    | Nacionalismo italiano, intereses de los Veteranos | Varios                   |

## Coaliciones
| Coalición | Coalición | Partidos                             | Partidos                          |
| --------- | --------- | ------------------------------------ | --------------------------------- |
|           | Mayoría   |                                      | Partido Popular Italiano (PPI)    |
|           | Mayoría   | Bloques Nacionales (BN)              |                                   |
|           | Mayoría   | Partido Liberal Democrático (PLD)    |                                   |
|           | Mayoría   | Partido Liberal Italiano (PLI)       |                                   |
|           | Mayoría   | Partido Democrático Social (PDSI)    |                                   |
|           | Mayoría   | Partido de los Combatientes (PdC)    |                                   |
|           | Oposición |                                      | Partido Socialista Italiano (PSI) |
|           | Oposición | Partido Comunista de Italia (PCdI)   |                                   |
|           | Oposición | Partido Republicano Italiano (PRI)   |                                   |
|           | Oposición | Partido Democrático Reformista (PDR) |                                   |

## Resultados
| Partido                                 | Partido                             | Votos      | %     | Escaños | +/−   |
| --------------------------------------- | ----------------------------------- | ---------- | ----- | ------- | ----- |
|                                         | Partido Socialista Italiano         | 1.631.435  | 24,69 | 123     | −33   |
|                                         | Partido Popular Italiano            | 1.347.305  | 20,39 | 108     | +8    |
|                                         | Bloques Nacionales                  | 1.260.007  | 19,07 | 105     | Nuevo |
|                                         | Partido Liberal Democrático         | 684.855    | 10,36 | 68      | −28   |
|                                         | Partido Liberal Italiano            | 470.605    | 7,12  | 43      | +2    |
|                                         | Partido Democrático Social Italiano | 309.191    | 4,68  | 29      | −31   |
|                                         | Partido Comunista de Italia         | 304.719    | 4,61  | 15      | Nuevo |
|                                         | Partido Republicano Italiano        | 124.924    | 1,89  | 6       | −3    |
|                                         | Partido Democrático Reformista      | 122.087    | 1,85  | 11      | Nuevo |
|                                         | Partido de los Combatientes         | 113.839    | 1,72  | 10      | −10   |
|                                         | Listas de Eslavos y Alemanes        | 88.648     | 1,34  | 9       | Nuevo |
|                                         | Partido Económico                   | 53.382     | 0,81  | 5       | −2    |
|                                         | Socialistas Independientes          | 37.892     | 0,57  | 1       | ±0    |
|                                         | Populares disidentes                | 29.703     | 0,45  | 0       | Nuevo |
|                                         | Fasces Italianos de Combate         | 29.549     | 0,45  | 2       | Nuevo |
| Votos válidos                           | Votos válidos                       | 6.608.141  | 98,61 | –       | –     |
| Votos inválidos/en blanco               | Votos inválidos/en blanco           | 93.355     | 1,39  | –       | –     |
| Total                                   | Total                               | 6.701.496  | 100   | 535     | +27   |
| Votantes registrados/participación      | Votantes registrados/participación  | 11.477.210 | 58,39 | –       | –     |
| Fuente: Ministerio de Economía Nacional |                                     |            |       |         |       |

| \| Voto popular \| Voto popular \| Voto popular \| Voto popular \| Voto popular \| \| ------------ \| ------------ \| ------------ \| ------------ \| ------------ \| \| \| \| \| \| \| \| PSI \| PSI \| \| 24.69 % \| 24.69 % \| \| PPI \| PPI \| \| 20.39 % \| 20.39 % \| \| BN \| BN \| \| 19.07 % \| 19.07 % \| \| PLD \| PLD \| \| 10.36 % \| 10.36 % \| \| PLI \| PLI \| \| 7.12 % \| 7.12 % \| \| PDSI \| PDSI \| \| 4.68 % \| 4.68 % \| \| PCdI \| PCdI \| \| 4.61 % \| 4.61 % \| \| PRI \| PRI \| \| 1.89 % \| 1.89 % \| \| PDR \| PDR \| \| 1.82 % \| 1.82 % \| \| PdC \| PdC \| \| 1.72 % \| 1.72 % \| \| Otros \| Otros \| \| 3.77 % \| 3.77 % \| |       |  |         |         |
| Voto popular |       |  |         |         |
| |       |  |         |         |
| PSI | PSI   |  | 24.69 % | 24.69 % |
| PPI | PPI   |  | 20.39 % | 20.39 % |
| BN | BN    |  | 19.07 % | 19.07 % |
| PLD | PLD   |  | 10.36 % | 10.36 % |
| PLI | PLI   |  | 7.12 %  | 7.12 %  |
| PDSI | PDSI  |  | 4.68 %  | 4.68 %  |
| PCdI | PCdI  |  | 4.61 %  | 4.61 %  |
| PRI | PRI   |  | 1.89 %  | 1.89 %  |
| PDR | PDR   |  | 1.82 %  | 1.82 %  |
| PdC | PdC   |  | 1.72 %  | 1.72 %  |
| Otros | Otros |  | 3.77 %  | 3.77 %  |

| \| Escaños \| Escaños \| Escaños \| Escaños \| Escaños \| \| ------- \| ------- \| ------- \| ------- \| ------- \| \| \| \| \| \| \| \| PSI \| PSI \| \| 22.99 % \| 22.99 % \| \| PPI \| PPI \| \| 20.19 % \| 20.19 % \| \| BN \| BN \| \| 19.63 % \| 19.63 % \| \| PLD \| PLD \| \| 12.71 % \| 12.71 % \| \| PLI \| PLI \| \| 8.04 % \| 8.04 % \| \| PDSI \| PDSI \| \| 5.42 % \| 5.42 % \| \| PCdI \| PCdI \| \| 2.80 % \| 2.80 % \| \| PDR \| PDR \| \| 2.06 % \| 2.06 % \| \| PdC \| PdC \| \| 1.87 % \| 1.87 % \| \| PRI \| PRI \| \| 1.12 % \| 1.12 % \| \| Otros \| Otros \| \| 3.18 % \| 3.18 % \| |       |  |         |         |
| Escaños |       |  |         |         |
| |       |  |         |         |
| PSI | PSI   |  | 22.99 % | 22.99 % |
| PPI | PPI   |  | 20.19 % | 20.19 % |
| BN | BN    |  | 19.63 % | 19.63 % |
| PLD | PLD   |  | 12.71 % | 12.71 % |
| PLI | PLI   |  | 8.04 %  | 8.04 %  |
| PDSI | PDSI  |  | 5.42 %  | 5.42 %  |
| PCdI | PCdI  |  | 2.80 %  | 2.80 %  |
| PDR | PDR   |  | 2.06 %  | 2.06 %  |
| PdC | PdC   |  | 1.87 %  | 1.87 %  |
| PRI | PRI   |  | 1.12 %  | 1.12 %  |
| Otros | Otros |  | 3.18 %  | 3.18 %  |

### Diputados electos por región
| Región             | PSI | PPI | PLD | PDS | FIC | PE | PSRI | PLI | PCd'I | ANI | SeT | PRI | PSd'Az | PdC | SI |
| ------------------ | --- | --- | --- | --- | --- | -- | ---- | --- | ----- | --- | --- | --- | ------ | --- | -- |
| Región             |     |     |     |     |     |    |      |     |       |     |     |     |        |     |    |
| Piamonte           | 16  | 12  | 13  | 1   | 3   | 4  | –    | 1   | 5     | 1   | –   | –   | –      | –   | –  |
| Liguria            | 4   | 5   | 2   | 1   | 2   | –  | –    | –   | 1     | 1   | –   | –   | –      | –   | 1  |
| Lombardía          | 27  | 19  | 1   | 4   | 5   | 3  | 1    | 3   | 1     | –   | –   | –   | –      | –   | –  |
| Véneto             | 17  | 19  | 2   | 3   | 4   | 1  | 1    | 1   | –     | –   | –   | 1   | –      | –   | –  |
| Emilia-Romaña      | 14  | 8   | 4   | 1   | 7   | 2  | –    | –   | 2     | –   | –   | 2   | –      | –   | –  |
| Toscana            | 12  | 8   | 4   | 2   | 4   | 2  | 1    | 2   | 3     | –   | –   | 1   | –      | –   | –  |
| Marcas             | 4   | 5   | 2   | 1   | 1   | 2  | –    | –   | 1     | –   | –   | 1   | –      | –   | –  |
| Umbría             | 3   | 1   | 1   | 2   | 2   | 1  | –    | –   | –     | –   | –   | –   | –      | –   | –  |
| Lacio              | 4   | 3   | 2   | –   | 1   | 1  | –    | –   | –     | 3   | –   | 1   | –      | –   | –  |
| Abruzos            | 3   | 1   | 6   | 3   | 2   | –  | 1    | 1   | –     | 1   | –   | –   | –      | –   | –  |
| Campania–Molise    | 4   | 9   | 16  | 18  | –   | –  | 6    | 2   | –     | 2   | –   | –   | –      | 2   | –  |
| Apulia             | 6   | 2   | 10  | 4   | 1   | 3  | –    | 2   | –     | –   | –   | –   | –      | –   | –  |
| Basilicata         | 1   | –   | 4   | 1   | –   | 1  | 3    | –   | –     | –   | –   | –   | –      | –   | –  |
| Calabria           | 2   | 3   | 7   | 5   | –   | 1  | 3    | –   | –     | 1   | –   | –   | –      | –   | –  |
| Sicilia            | 4   | 7   | 7   | 17  | –   | 6  | 8    | 2   | –     | 1   | –   | –   | –      | –   | –  |
| Cerdeña            | 1   | 1   | 4   | 2   | –   | –  | –    | –   | –     | –   | –   | –   | 4      | –   | –  |
| Venecia Tridentina | 2   | 5   | –   | –   | –   | –  | –    | –   | –     | –   | 4   | –   | –      | –   | –  |
| Venecia Julia      | –   | –   | –   | –   | 4   | –  | 1    | 3   | 2     | 1   | 5   | –   | –      | –   | –  |
| Italia             | 124 | 108 | 85  | 65  | 36  | 27 | 25   | 17  | 15    | 11  | 9   | 6   | 4      | 2   | 1  |